# Asplenium anceps
Espèce
Asplenium anceps est une espèce de fougère diploïde de la famille Aspleniaceae et un des ancêtres des fougères qui forment le complexe trichomanes[réf. nécessaire]. Elle vit exclusivement dans les îles les plus septentrionales de la Macaronésie, c'est une espèce endémique macaronésienne[réf. nécessaire].

## Description
Ses  frondes sont coriaces et son rachis est très épais, brillant, brun rougeâtre. Ce dernier porte sur toute sa longueur trois ailettes en ligne, deux sur la surface supérieure et une troisième sur la face inférieure, ce qui est caractéristique de cette espèce, puisque absent chez toutes les autres espèces du complexe trichomanes. Une caractéristique typique de cette fougère, qu'elle partage avec tous ses descendants hybrides (Asplenium azoricum, Asplenium azomanes et Asplenium xtubalense) est l'existence d'une petite auricule sur la base des pennes moyennes et inférieures orientée vers l'apex de la lame avec un ou deux sores sur sa face inférieure[réf. nécessaire].

## Habitat
Il pousse à l'ombre des forêts de lauriers et des hautes forêts de pins de montagne, entre les pierres des murs et les fissures de la roche volcanique, le plus souvent selon une orientation nord ou nord-ouest, sur une base de mousses et de lichens[réf. nécessaire].

## Distribution
La plante vit dans les Açores, Madère et les îles Canaries. Depuis 1972, il n'y a pas eu de signalement de cette plante aux Açores.

## Hybrides
Asplenium azoricum : hybride allotétraploïde d'un croisement entre A. anceps et une espèce du complexe trichomanes[réf. nécessaire].